# Ахарагма
Ахарагма (лат. Acharagma) — род суккулентных растений семейства Кактусовые (Cactaceae), произрастающий на территории Мексики (Коауила, Нуэво-Леон). На 2023 год, включает два вида — Acharagma aguirreanum и Acharagma roseanum.

## Название
Родовое латинское (научное) название Acharagma происходит от греческих слов "a-, an-" — «без» и "charagma" — «борозда». Это связано с тем, что бугорки на теле растения не имеют бороздок, в отличие от родственного рода Эскобария (Escobaria).

## Описание
Род представлен небольшими одиночными или дернистыми растениями, которые имеют разнообразную форму от шаровидной до короткоцилиндрической. Они не обладают нектарными железами или ареолярной бороздой, и их эпидермис плотно покрыт колючками.
Цветки распускаются днем и являются самобесплодными. Они расположены в верхней части растения и имеют воронковидную форму, окрашенные в кремово-белый или желтый цвет, возможно с розоватым или красноватым оттенком. Плоды голые и не раскрываются, а цветки сохраняют свою прочность. Семена, окрашенные в коричневый или черный цвет, имеют мелкие ямки.

## Распространение
Род имеет ограниченное распространение и встречается исключительно на северо-востоке Мексики. Растения произрастают в полупустынях, на высотах от 1000 до 2650 м над уровнем моря. Они встречаются среди кустарников, как в тени, так и на прямом солнце, а также у рек.
Представители рода растут на каменистых известняковых, песчаниковых или чисто гипсовых почвах. Они произрастают в горах, на холмах и на каменистых склонах, которые покрыты ксерофитной растительностью. Часто их можно найти в трещинах скал, где они находят подходящие условия для роста и развития.

## Таксономия
Acharagma (N.P.Taylor) Zimmerman ex Glass, первое упоминание в Guía Identif. Cact. Amenazadas México 1: Ac/aq (1998 publ. 1997). 

### Виды
Подтвержденные виды по данным сайта Plants of the World Online на 2023 год:
| Название                                                        | Изображение | Описание | Природный ареал       | Подвиды                                                                                      |
| --------------------------------------------------------------- | ----------- | --- | --------------------- | -------------------------------------------------------------------------------------------- |
| Acharagma aguirreanum (Glass & R.A.Foster) Glass                |             | Стебель шарообразный и мягкий на ощупь. Высота составляет до 5 см, а диаметр – 5-7 см. Бугорки мясистые, пирамидально-конические, без борозд, гибкие и имеют длину до 5 мм. Колючки многочисленные, отличаются примерно одинаковой длиной. Радиальные колючки 13-16 штук и часто расположены в два ряда. Они имеют длину 8-15 мм и могут быть беловатыми с более темными кончиками. Цветки имеют желтовато-красноватый цвет и расположены на верхушке стебля. Длина цветков 18 мм, а диаметр – до 20 мм. Плоды зеленовато-фиолетовые или бронзовые, имеют длину до 12 мм и диаметр 3,5 мм. Семена темно-пурпурно-красные до черных, имеют ягодообразную форму. | Северо-восток Мексики |                                                                                              |
| Acharagma roseanum (Boed.) E.F.Anderson — Ахарагма розеанаtypus |             | Стебель шарообразный, диаметром от 3 до 7 см. Ребра имеют небольшие выступы. У них от 4 до 6 центральных колючек и от 15 до 30 радиальных колючек, окрашенных в беловато-желтый или золотистый цвет. Цветки располагаются в верхней части стебля и имеют диаметр около 2 см. Они могут быть белыми, розовыми, красными или желтыми, с темной полосой в центре лепестков. Плоды гладкие, небольшие, зеленого или фиолетового цвета. | Северо-восток Мексики | - Acharagma roseanum subsp. galeanense (Haugg) D.R.Hunt - Acharagma roseanum subsp. roseanum |